# Namo Webeditor
Namo Webeditor — WYSIWYG редактор HTML. Разработан объединением корейских и американских программистов компанией Namo Interactive. Поддерживает HTML, CSS, XML, JavaScript, ASP и PHP технологии. Кроме визуального редактирования в последних версиях программы существует возможность гибкой работы с самим кодом страницы: поддерживается автоматическая вставка атрибутов и HTML-тегов, встроенный браузер для предварительного просмотра, подсветка синтаксиса и проверка кода на наличие ошибок. При установленном локальном сервере (Apache, SSI) встроенные в программу мастера позволяют создавать на компьютере сайты со сложной структурой использующие MySQL базы данных с технологиями серверных языков.
Уже в версию Webeditor 8 компания Namo Interactive стала частично внедрять поддержку, тогда ещё экспериментальных HTML 5 и CSS 3. 

## История версий
- 2000 — Webeditor 1
- 2001 — Webeditor 2
- 2002 — Webeditor 3
- 2003 — Webeditor 4
- 2004 — Webeditor 5
- 2005 — Webeditor 5.5
- 2006 — Webeditor 6
- 2008 — Webeditor 8
- 2011 — Webeditor 9

## Другие разработки компании
- UNETSHA
- CyberFence
- BackupManager
- CodeEditor
- OfficeHard